# Barboue
La Barboue ou Barbouse est une rivière française du Sud de la France qui coule dans le département de la Gironde. C'est un affluent de la rive gauche de la Garonne.

## Géographie
La Barboue prend sa source dans le département de la Gironde sur la commune de Cabanac-et-Villagrains sous le nom de ruisseau le Batijean, devient le Rieufret (qui a laissé son nom à la commune de Saint-Michel-de-Rieufret), puis prend le nom de ruisseau de Manine pour se jeter en rive gauche dans la Garonne sur la commune de Virelade sous le nom de Barboue ou Barbouse. La longueur de son cours est de 17,3 km

## Toponymie
formes anciennes :
étymologie :
La rivière tire son nom du Moulin de la Barbouse. Il est basé sur le thème hydronymique barb- signalant des lieux humides et que l'on retrouve notamment dans le nom de la Barbanne.
Le nom a évolué récemment en Barboue sur les cartes IGN.

## Département et communes traversées
- Gironde : Virelade, Rions, Cabanac-et-Villagrains, Landiras, Saint-Michel-de-Rieufret.

## Principaux affluents

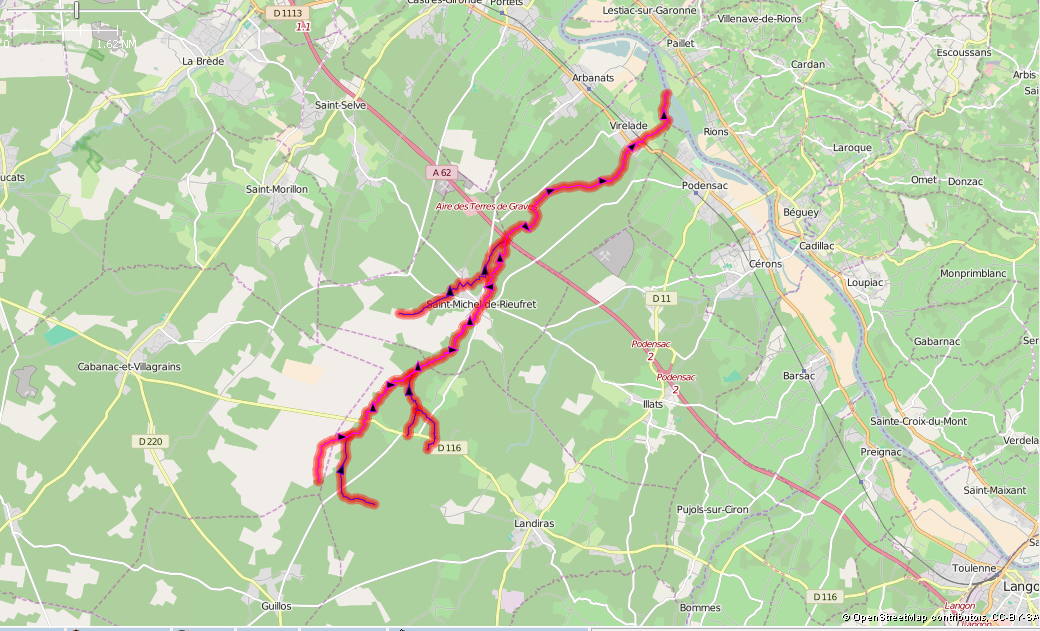
Les affluents de la Barboue.

- Ruisseau de la Fontaine de Manine : 2,8 km
- Le Baradot : 4,2 km